# نورمحمد شاه‌نوازف
نورمحمد شاه‌نوازف (روسی: Нурмагомед Магомедсандович Шанавазов؛ زادهٔ ۱۹ فوریه ۱۹۶۵) ورزشکار بوکس اهل روسیه است.
وی در مسابقات کشوری و بین‌المللی در مجموع برندهٔ ۲ مدال طلا، ۱ مدال نقره، ۱ مدال برنز شده‌است.